# Walter Bahr
 (juin 2018).
Si vous disposez d'ouvrages ou d'articles de référence ou si vous connaissez des sites web de qualité traitant du thème abordé ici, merci de compléter l'article en donnant les références utiles à sa vérifiabilité et en les liant à la section « Notes et références ».
Pour les articles homonymes, voir Bahr.
Walter Alfred Bahr (né le 1er avril 1927 à Philadelphie en Pennsylvanie et mort le 18 juin 2018 à Boalsburg (Pennsylvanie)) est un joueur américain de football qui joue sous le maillot de l'équipe des États-Unis lors de Coupe du monde 1950.

## Biographie

### International
D'origine allemande, titulaire et capitaine de la sélection, Walter Bahr effectue la passe décisive menant au but de la victoire historique contre l'Angleterre (1-0), lors de la Coupe du Monde 1950 jouée au Brésil. Il est ainsi resté dans l'histoire du football transatlantique.

### Hommage
Walter Bahr a été intronisé, en 1976, aux États-Unis au National Soccer Hall of Fame, avec les autres membres de l'équipe de la Coupe du Monde de 1950.
En 2005 un film réalisé par David Anspaugh, Le Match de leur vie (The Game of Their Lives) retrace l'aventure de ce match historique. Walter Bahr y est joué par l'acteur américain Wes Bentley.
Le 2 février 2015, lors du décès de  Frank Borghi, il devient le dernier survivant de l'équipe des États-Unis de la Coupe du monde 1950.